# Iveco CC 170 E
L'Iveco CC 170E22 est un châssis d'autocar destiné aux carrossiers spécialisés argentins pour des autobus urbains de 90 places, fabriqué par le constructeur argentin Iveco Argentina à partir de 2005.

## Histoire
Après une longue impasse dans la production de châssis pour autobus et d'autobus complets, la filiale argentine du constructeur italien Iveco a présenté en 2005 un tout nouveau châssis spécialisé équipé d'un puissant moteur Iveco Tector qui répond aux futures normes applicables en Argentine.
Ce moteur, déjà bien connu dans la gamme des camions EuroCargo, se caractérise par un très faible bruit et des émissions limitées conformes Euro 3. Il fournit aussi une meilleure performance avec un couple élevé constant entre 1.200 et 2.100 tours par minute, ce qui réduit grandement la nécessité de changer de vitesse quel que soit le profil du trajet.
Embrayage, freinage et suspensions ont été parfaitement dimensionnés pour garantir un trajet agréable dans le trafic urbain de plus en plus complexe d'un autobus lourd.
L'équipement inclut les tachygraphes hebdomadaires pour un conducteur, le régulateur et limiteur de vitesse configurables.
Iveco a appliqué sur ce châssis d'autobus les mêmes critères en matière de fiabilité que pour ses camions. Par rapport à la concurrence, il revendique une forte amélioration des niveaux de performance avec un faible coût d'exploitation et d'entretien, plus de confort et de sécurité pour le conducteur et les passagers, une productivité accrue et un moteur révolutionnaire et silencieux. Ce châssis est vraiment conçu pour durer.
Le châssis Iveco CC 170E22 a déjà été fabriqué à 879 exemplaires pour les carrossiers argentins entre 2005 et 2014.